# فرودگاه مادراس مونی‌سی‌پال
فرودگاه مادراس مونی‌سی‌پال (به انگلیسی: Madras Municipal Airport) یک فرودگاه همگانی بهره‌برداری هوایی با کد یاتا MDJ است که یک باند فرود آسفالت دارد و طول باند آن ۱۵۵۱ متر است. این فرودگاه در کشور ایالات متحده آمریکا قرار دارد و در ارتفاع ۷۴۳ متری از سطح دریا واقع شده است.